# Constellations (opera teatrale)
Constellations è un'opera teatrale di Nick Payne, portata al debutto a Londra nel 2012. Il dramma, che non segue una trama lineare, racconta la relazione tra Roland e Marianne, un apicoltore e una fisica. La ricercatrice è una studiosa della teoria delle stringhe ed è molto interessata negli aspetti della fisica quantistica riguardante l'interpretazione a molti mondi, la teoria seconda la quale ciò che facciamo o non facciamo potrebbe essere fatto o non fatto allo stesso modo o in modo diverso in infiniti universi paralleli. La struttura della pièce segue il modello di questa teoria, presentando più e più volte la stessa scena in maniere diversa, ipotizzando diverse reazioni, cause e conseguenze.

## Trama
Roland, un apicoltore recentemente trasferitosi a Londra, e Marianne, una cosmologa, si incontrano ad un barbecue, si innamorano e vanno a vivere insieme. La loro relazione si interrompe a causa di un tradimento, ma i due si rincontrano dopo un po' di tempo a un corso di ballo, dove entrambi vogliono imparare a danzare in tempo per un importante matrimonio. I due decidono di uscire per un drink e si rimettono insieme. Roland chiede a Marianne di sposarlo, ma poco dopo la ricercatrice comincia ad avere difficoltà a scrivere e parlare e le viene diagnosticato un glioblastoma al lobo frontale. Marianne, che ha visto la madre morire lentamente di cancro, decide di ricorrere al suicidio assistito con l'aiuto di Roland.

## Produzioni
Michael Longhurst ha diretto la prima mondiale di Constellations al Royal Court Theatre di Londra, con Rafe Spall nel ruolo di Roland e Sally Hawkins in quello di Marianne. La pièce ottenne recensioni molto positive, tanto da essere trasferito immediatamente nel più capiente Duke of York's Theatre del West End nel novembre del 2012. Constellations ha vinto l'Evening Standard Theatre Awards alla migliore opera teatrale, oltre ad essere stato candidato a quattro Laurence Olivier Award, tra cui il Laurence Olivier Award alla migliore nuova opera teatrale.
Longhurst diresse anche la prima di Broadway, andata in scena al Samuel J. Friedman Theatre dal 13 gennaio al 15 marzo 2015. Jake Gyllenhaal, al suo debutto a Broadway, interpretava Roland, mentre Ruth Wilson ricopriva i panni di Marianne. La Wilson fu candidata al Tony Award alla miglior attrice protagonista in un'opera teatrale, mentre il dramma ricevette una nomination al Drama League Award. Nel 2017 l'opera è andata in scena alla Geffen Playhouse di Los Angeles con Ginnifer Goodwin e Allen Leech nei ruoli di Marianne e Roland.
In Italia il dramma è andato in scena con il titolo Costellazioni a Pescara nel novembre 2016, per la regia di Silvio Peroni e Aurora Peres e Jacopo Venturiero nei panni dei protagonisti, ribattezzati Marianna e Rolando. Altre produzioni sono andate in scena in Australia, Cina e Peru.
Un nuovo allestimento londinese è andato in scena al Vaudeville Theatre dal giugno al settembre 2021, ancora una volta diretto da Longhurst; nel corso dei tre mesi di repliche nel ruolo dei due protagonisti si sono susseguite le coppie di attori: Sheila Atim e Ivanno Jeremiah, Zoë Wanamaker e Peter Capaldi, Omari Douglas e Russell Tovey (con la differenza quindi che la relazione narrata dalla pièce è omosessuale) e Anna Maxwell Martin e Chris O'Dowd. Questo allestimento è stato premiato con il Laurence Olivier Award per il miglior revival nel 2022.